# Mistaken Identity (álbum de Donna Summer)
Mistaken Identity (en español: Identidad Perdida) es el decimoquinto álbum de la cantante Donna Summer, lanzado bajo el sello Atlantic en 1991. El álbum, al igual que sus sencillos, no tuvo éxito.

## Antecedentes
Después de convertirse en la artista femenina más importante de la era disco en los 70, Summer experimentó con diversos estilos musicales durante la década de los 80 con diversos grados de éxito. En Mistaken Identity, la cantante adoptó el estilo urbano.
El álbum fue lanzado con dos sencillos: "When Love Cries" (#77 Estados Unidos) "Work That Magic" (#74 Reino Unido).

## Lista de canciones
| N.º | Título                         | Escritor(es)                                                          | Duración |  |
| 1.  | «Get Ethnic»                   | Donna Summer, Keith Diamond, Larry Henley, Anthony Smith, Paul Chiten | 5:21     |  |
| 2.  | «Body Talk»                    | Summer, Diamond, Henley, Smith, Eve Nelson                            | 4:48     |  |
| 3.  | «Work That Magic»              | Summer, Diamond, Henley, Smith, Nelson                                | 5:00     |  |
| 4.  | «When Love Cries»              | Summer, Diamond, Henley, Smith, Nelson                                | 5:15     |  |
| 5.  | «Heaven's Just a Whisper Away» | Diamond, Henley, Smith                                                | 4:06     |  |
| 6.  | «Cry of a Waking Heart»        | Betsy Cook, Bruce Woolley                                             | 4:36     |  |
| 7.  | «Friends Unknown»              | Summer, Diamond, Smith, Vanessa Smith                                 | 3:44     |  |
| 8.  | «Fred Astaire»                 | Summer, Diamond, Smith, Donna Wyant                                   | 4:40     |  |
| 9.  | «Say a Little Prayer»          | Summer, Diamond, Smith, Wyant                                         | 4:07     |  |
| 10. | «Mistaken Identity»            | Summer, Diamond, Smith, Wyant                                         | 4:08     |  |
| 11. | «What Is It You Want»          | Summer, Diamond, Smith, Wyant, Vince Lawrence, Dave Resnik            | 4:40     |  |
| 12. | «Let There Be Peace»           | Summer, Diamond                                                       | 3:59     |  |

## Personal
- Tracey Amos, Mary Bernard, Cliff Dawson, Craig Derry, Lauren Kinhan, Yogi Lee, Susan Macke, Gene Miller, Sabelle, Biti Strauchn: coros
- Paul Chiten, Keith Diamond, Vince Lawrence: teclado
- Bob Conti: percusión
- Vicki Genfan, Skip McDonald, Ira Siegel, Joe Taylor, Rafe VanHoy: guitarra
- Joe Hornoff, J.T. Lewis, O.C. Rodriguez: batería
- Carl James: bajo, rap
- Kaydee: batería, percusión, rap
- Ann Labin, Cathy Metz, Suzanne Ornstein, Sally Schumway, Suzie Schumway: instrumento de cuerda
- Eve Nelson: teclado, piano
- Paul Pesco: guitarra, guitarra acústica
- David Resnik: vibráfono
- Anthony Smith: teclado, coros
- Donna Summer: diseño artístico, rap, voz principal, coros
- Neil Thomas: rap
- Dan Wilensky: saxofón

## Producción
- Producido y arreglado por Keith Diamond
- Mezclado por Keith Diamond y George Karras
- Masterización: Herb Powers
- Arreglos de cuerdas: Keith Diamond, Eve Nelson
- Ingenieros: John Convertino, George Karras, Acar S. Key, Peter Robbins, Bob Rosa
- Ingenieros asistentes: Shawn Berman, Carl Glanville, Jeff Lippay, Steve McLoughlin, Darian Sahanaja, Joe Gruvtek Seta, Andy Udoff, Welcome, Adam Yellin
- Fotografía: Harry Langdon
- Diseño: Bill Smith Studio

## Listas

### Álbum
| Lista/País (1991)    | Posición más alta |
| -------------------- | ----------------- |
| Billboard R&B Albums | 97                |

### Sencillos
| Sencillo          | 1  | 2  | 3  | 4  |
| ----------------- | -- | -- | -- | -- |
| "When Love Cries" | 77 | 18 | 41 | -  |
| "Work That Magic" | -  | -  | -  | 74 |

Notas:
- 1 Billboard Hot 100
- 2 Billboard Hot R&B/Hip-Hop Songs
- 3 Billboard Hot Dance Singles Sales
- 4 UK Singles Chart

- Datos: Q733224